# Grabiczki
Grabiczki (deutsch Grabitzken, 1938 bis 1945 Geierseck) ist ein Ort in der polnischen Woiwodschaft Ermland-Masuren. Er gehört zur Gmina Grunwald (Landgemeinde Grünfelde) im Powiat Ostródzki (Kreis Osterode in Ostpreußen).

## Geographische Lage
Grabiczki liegt im südlichen Westen der Woiwodschaft Ermland-Masuren, 21 Kilometer südöstlich der Kreisstadt Ostróda (deutsch Osterode in Ostpreußen).

## Geschichte
Der vor 1785 Grabitzki genannte kleine Gutsort wurde 1874 als „Gutsbezirk Grabitzken“ in den Amtsbezirk Groß Pötzdorf (polnisch: Pacółtowo) im Kreis Osterode in Ostpreußen aufgenommen. Im Jahre 1910 zählte Grabitzken 78 Einwohner.
Am 30. September 1928 gab Grabitzken seine Eigenständigkeit auf und wurde in die Landgemeinde Geierswalde (polnisch Gierzwałd) eingemeindet und zugleich in den Amtsbezirk Geierswalde umgegliedert. Am 3. Juni – offiziell bestätigt am 16. Juli – 1938 wurde Grabitzken aus politisch-ideologischen Gründen der Abwehr fremdländisch klingender Ortsnamen in „Geierseck“ umbenannt.
Mit dem gesamten südlichen Ostpreußen wurde Geierseck 1945 in Kriegsfolge an Polen überstellt und erhielt die polnische Namensform „Grabczki“. Der Ort ist heute Teil der Gmina Grunwald (Landgemeinde Grünfelde) im Powiat Ostródzki (Kreis Osterode in Ostpreußen). Bis 1998 war er der Woiwodschaft Olsztyn, seither der Woiwodschaft Ermland-Masuren mit Sitz in Olsztyn (Allenstein) zugehörig.

## Kirche
Bis 1945 war Grabitzken resp. Geierseck in die evangelische Kirche Groß Pötzdorf (polnisch Pacółtowo) in der Kirchenprovinz Ostpreußen der Kirche der Altpreußischen Union, außerdem in die römisch-katholische Kirche Gilgenburg (polnisch Dąbrówno) im Bistum Ermland eingepfarrt.
Heute gehört Grabiczki evangelischerseits zur Kirche Olsztynek (Hohenstein i. Ostpr.), einer Filialkirche von Olsztyn (Allenstein) in der Diözese Masuren der Evangelisch-Augsburgischen Kirche in Polen. Seitens der römisch-katholischen Kirche ist Grabiczki in  Gierzwałd (Geierswalde) eingegliedert.

## Verkehr
Grabiczki liegt an der verkehrsreichen Woiwodschaftsstraße 542, die die beiden Powiat-Bezirke Działdowo (Soldau) und Ostróda (Osterode in Ostpreußen) verbindet. Eine Anbindung an den Bahnverkehr besteht nicht.